# Скаткин, Николай Иванович
Николай Иванович Скаткин (годы рождения и смерти не известны) — российский механик и изобретатель XIX века.
Родился в Мосальске Калужской губернии. Из купеческого сословия.
Торговую деятельность с 1839 года совмещал с занятиями механикой.
В 1842 г. изобрёл гидравлический круговращательный пресс, а в 1844 г. построил горизонтальный полувращательный насос производительностью в 3 раза выше вертикального такого же диаметра. На оба эти изобретения получил привилегии на 10 лет.
В 1846 г. обратился со своим открытием к морскому министру кн. А. С. Меньшикову, который приказал приступить к испытаниям насосов. Они были признаны чрезвычайно полезным изобретением для откачивания воды из кораблей, для осушения доков и для тушения пожаров на судах. Ввиду этого насосами Скаткина были заменены на Балтийском флоте бывшие до того времени в употреблении английские насосы.
Скаткину было также поручено устройство в Кронштадте водопроводов, и эту работу он выполнил вполне успешно.
В конце 40-х годов Скаткин устроил в Москве большую мастерскую для постройки и исправления различных машин.
В 1854 году петербургский инженер-механик потомственный почётный гражданин Николай Иванович Скаткин представил на рассмотрение Морского ученого комитета чертежи и модель подводного судна, предназначенного для действий против англо-французских кораблей путём подведения специальных мин под их днища. В качестве двигателя предлагалось применить паровую машину с котлом, оборудованным герметичной топкой, в которую должен был подаваться сжатый воздух из баллона. Зарядка баллона воздухом осуществлялась при помощи насоса, во время нахождения лодки в надводном положении. Запаса воздуха хватало на 5 минут.
В 1855 г. он создал новый проект, в котором вместо паровой машины применил в качестве двигателя пневматическую машину собственной конструкции.
Оба проекта были отклонены как трудноисполнимые.
Заручившись поддержкой академика Б. С. Якоби, Скаткин построил подводную лодку на собственные средства и в 1862 г. испытал её с участием академиков Якоби и Чебышева. Сведений о результатах не сохранилось.